# エオエンテロドン
エオエンテロドン (Eoentelodon) は、始新世中期の中国に生息した、小型で原始的なエンテロドン科の動物である。現在のブタ程度と非常に小さく、北アメリカに生息したブラキヒオプスよりも若干小さい。2004年、Lucas ＆Emryにより、ブラキヒオプスのシノニムであるとされたが、2007年にI. Vislobokovaにより、エオエンテロドンはBrachyhyopsと異なるだけでなく、始新世中期にモンゴルに生息したプロエンテロドンにより近いことが示された。